# ميناء إعادة التصدير

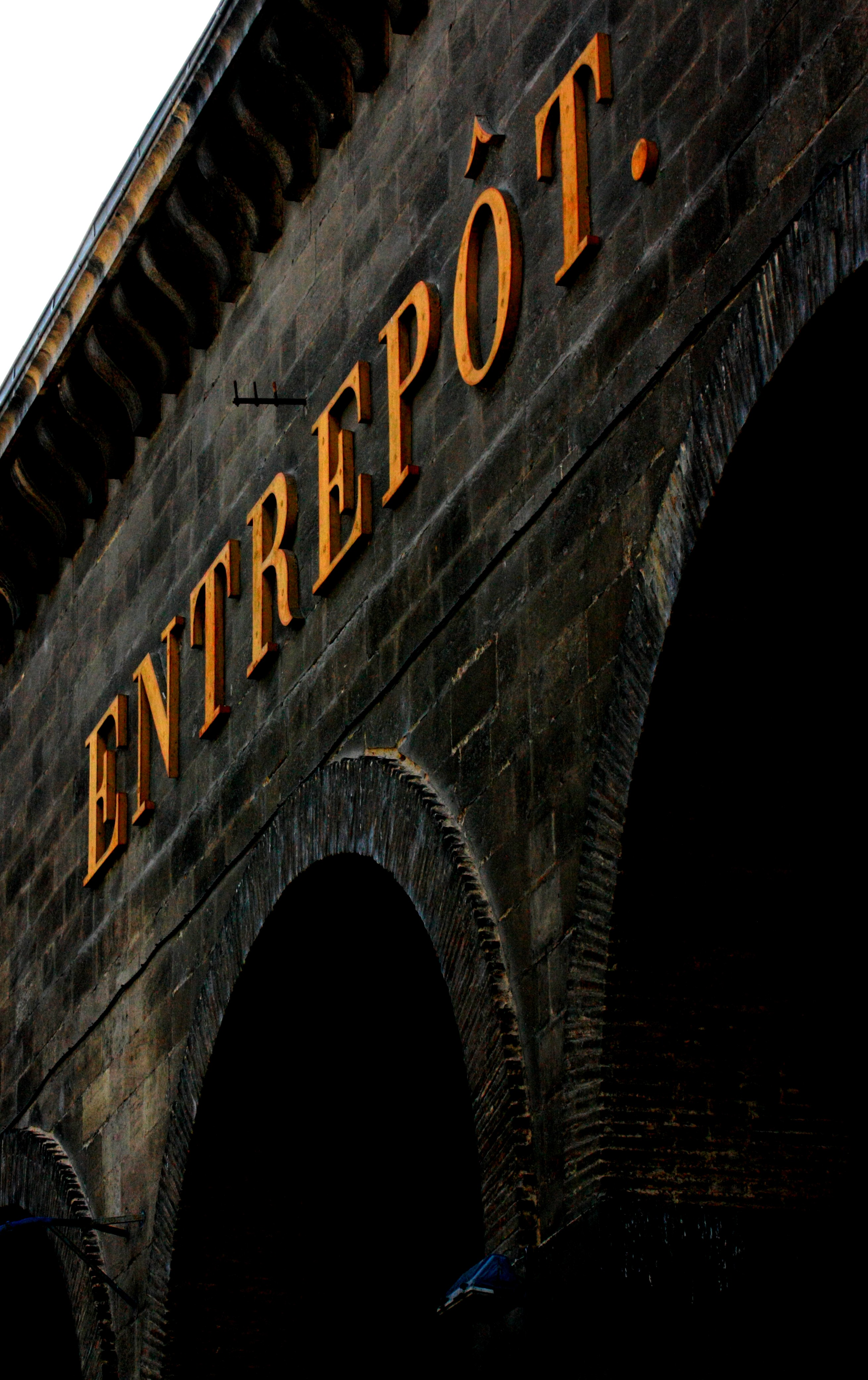

إن ميناء إعادة التصدير (بالإنجليزية: entrepôt) هو محطة تجارية حيث يمكن استيراد البضائع وتصديرها دون دفع رسوم جمركية على الاستيراد، وغالبًا ما يحقق ذلك أرباح. للتوضيح، زوّد إحجام السفن عن قطع مسافة الطريق التجاري الطويلة من رغبتهم في البيع في موانئ إعادة التصدير بدلاً من قطع المسافات الطويلة. وبعد ذلك، يبيع ميناء إعادة التصدير البضائع للسفن المسافرة إلى أماكن أخرى على الطريق التجاري بأسعار مرتفعة. وفي العصر الحديث، يتسبب استخدام المناطق الجمركية في تهميش هذه المراكز.
ولا ينبغي أن يختلط استخدام هذا المصطلح "entrepôt" في الإنجليزية باستخدامه في اللغة الفرنسية حيث تعني بالفرنسية مستودع.
يرجع ذكر موانئ إعادة التصدير بشكل خاص إلى العصور الوسطى وإلى أوائل العصر الحديث، عندما كان الشحن البحري التجاري مزدهرًا بين أوروبا وامبراطورياتها الاستعمارية فيالأمريكتين وآسيا. على سبيل المثال، أدى الطلب المتزايد على البهارات في أوروبا، مع طول الطرق التجارية اللازمة لتسليم تلك البضائع، إلى زيادة سعر السوق عن سعر الشراء الأصلي. على الرغم من ذلك، لم يرد التجار في معظم الأحيان استكمال طريق السفر بأكمله، لذا، استخدموا موانئ إعادة التصدير هذه لبيع بضائعهم. كذلك، يؤدي هذا النوع من التجارة في مراكز إعادة التصدير إلى تحقيق أرباح أكثر إغراءً لمن يلتزمون بالسفر بطول الطرق التجاري. ومن أمثلة موانئ إعادة التصدير في أوائل العصر الحديث في القرن السابع عشر ميناء أمستردام لإعادة التصدير.